# The Spectacular Spider-Man (animatieserie)
The Spectacular Spider-Man is een Amerikaanse animatieserie over de Marvel superheld Spider-Man. De serie ging in première op 8 maart 2008, en werd tot 18 november 2009 uitgezonden door The CW. De serie telt twee seizoenen. Een derde seizoen stond op de planning, maar is niet gemaakt.
VTM heeft de reeks uitgezonden van 5 september 2009 tot en met 27 februari 2010.

## Verhaal
De serie speelt zich af in Spider-Mans begindagen, toen hij nog als Peter Parker op de middelbare school zat. In de serie is te zien hoe hij zijn krachten krijgt, en voor het eerst wordt geconfronteerd met klassieke tegenstanders als Lizard, Shocker en de Green Goblin. De serie toont net als de oudere Spider-Man strips hoe Peter Parker worstelt met de problemen op school terwijl hij tegelijk met superschurken moet vechten.
In het eerste seizoen vecht Spider-Man tegen een mysterieuze misdadiger genaamd de Big Man, die veel superschurken voor zich laat werken. In het tweede seizoen duikt nog een crimineel meesterbrein op genaamd de "Master Planner", die dreigt een bendeoorlog tussen verschillende groeperingen van superschurken te ontketenen.

## Productie
De serie werd aangekondigd in een persbericht door Kids WB's vicepresident en manager Betsy McGowen. Ook Sony Pictures Television Co-President Zack Van Amburg bevestigde in maart 2007 de serie.
De serie werd geproduceerd door Culver Entertainment, onder toezicht van producers Victor Cook en Greg Weisman. De personages voor de serie zijn ontworpen door Sean Galloway. Het was de bedoeling dat de serie 65 afleveringen zou gaan tellen.
Tot dat aantal kwam het echter niet. Na het tweede seizoen werd de productie stopgezet in afwachting van de kijkcijfers. Sony gaf in de tussentijd de rechten op Spider-Man terug aan Marvel. In december 2009 nam The Walt Disney Company Marvel over, en kondigde het einde van de serie aan.

## Personages

### Hoofdpersonen
- Peter Parker/Spider-Man: een 16-jaar oude student aan de Midtown High School. Door de beet van een genetisch gemanipuleerde spin kreeg hij zijn krachten.
- Gwen Stacy: Peters vriendin.
- Harry Osborn: Peters vriend, zoon van Norman Osborn.
- J. Jonah Jameson: de redacteur van de Daily Bugle.
- Flash Thompson: Peters vijand op school.

### Schurken
- Vulture (debuut in aflevering 1)
- Electro (debuut in aflevering 2)
- Lizard (debuut in aflevering 3)
- Shocker (debuut in aflevering 4)
- Sandman (debuut in aflevering 5)
- Rhino (debuut in aflevering 6)
- Green Goblin (debuut in aflevering 7)
- Dr. Octopus (debuut in aflevering 8)
- Venom (Debuut: Als Eddie Brock in aflevering 1 en als Venom in aflevering 12)
- Mysterio (debuut in aflevering 10)
- Kraven the Hunter (debuut in aflevering 13).
- Silver Sable
- Silvermane
- Molten Man

## Rolverdeling
- Josh Keaton - Peter Parker/Spider-Man
- Lacey Chabert - Gwen Stacy
- James Arnold Taylor - Harry Osborn